# Menkab
Menkab (nota anche come Menkar, Alpha Ceti o Ceti Alpha; α Ceti / α Cet / Alfa Ceti), è la seconda stella più luminosa della costellazione della Balena, con una magnitudine apparente di 2,54, superata solo da Deneb Kaitos (β Ceti) e occasionalmente dalla variabile Mira (o Ceti). Il nome deriva dalla parola araba منخر manħar che significa "il buco della narice", alludendo alla sua posizione nel disegno della costellazione del mostro marino.

## Osservazione
Si tratta di una stella situata nell'emisfero celeste boreale, ma molto in prossimità dell'equatore celeste; ciò comporta che possa essere osservata da tutte le regioni abitate della Terra senza alcuna difficoltà e che sia invisibile soltanto nelle aree più interne del continente antartico. Nell'emisfero nord invece appare circumpolare solo molto oltre il circolo polare artico. Essendo di magnitudine 2,54 la si può osservare anche dai piccoli centri urbani senza difficoltà, anche con cieli moderatamente affetti da inquinamento luminoso. Il periodo migliore per la sua osservazione ricade durante i mesi autunnali dell'emisfero boreale, o primaverili dell'emisfero australe.

## Caratteristiche fisiche
Distante 220 anni luce, è una gigante rossa fredda, la cui temperatura è di soli 3700 K. Visivamente è circa 380 volte più luminosa del Sole ma per essere una stella relativamente fredda, gran parte della radiazione è emessa nello spettro dell'infrarosso, quindi non visibile ad occhio nudo. Tenendo conto anche di questa parte dello spettro di emissione la sua luminosità è 1800 volte più grande di quella del Sole.
Menkab è una variabile irregolare di tipo Lb, con variazioni irregolari stimate intorno al 6%. È una stella con una quantità di carbonio decisamente ridotta, essendo tale valore inferiore del 20% rispetto al valore solare. Menkab è anche una radiosorgente, a causa del vento stellare che viene emesso dalla sua superficie.
Nel ciclo vitale delle stelle, Menkab si trova nella fase finale, ed appena inizierà a bruciare il suo nucleo di carbonio diventerà altamente instabile fino ad emettere nello spazio circostante i suoi strati esterni, diventando una nebulosa planetaria. Nel suo centro rimarrà, come residuo stellare, una massiccia nana bianca simile a Sirio B.

## Nella fantascienza
- Nell'universo di Star Trek, la stella Menkab, dove viene chiamata Ceti Alpha, assume un ruolo rilevante nell'episodio Spazio profondo della serie classica e nel film Star Trek II - L'ira di Khan, il cui sistema ospita i pianeti Ceti Alpha V e Ceti Alpha VI. Il primo è la destinazione di Khan Noonien Singh, di Marla McGivers e degli altri potenziati al comando di Khan, dopo che costoro hanno tentato di impadronirsi della USS Enterprise NCC-1701 al comando del capitano James T. Kirk.[4] Il secondo è la destinazione di Pavel Chekov e del capitano Clark Terrell della USS Reliant NCC-1864, che cercano di localizzare un pianeta disabitato sul quale compiere un esperimento per il Progetto "Genesis". Capitando invece su Ceti Alpha V (che ha preso il posto di Ceti Alpha VI dopo una catastrofe planetaria) incontrano Khan Noonien Singh e i suoi seguaci che li i catturano e li rendono loro complici, inserendo nei loro orecchi delle larve parassite che, rilasciando una tossina, li rendono suscettibili al controllo mentale.[5]